# Faramea godetiana
Faramea godetiana är en måreväxtart som beskrevs av Johannes Müller Argoviensis. Faramea godetiana ingår i släktet Faramea och familjen måreväxter. Inga underarter finns listade i Catalogue of Life.